# Suzana Herculano-Houzel
Suzana Herculano-Houzel (Rio de Janeiro, 1972) é uma bióloga, neurocientista, pesquisadora e professora universitária brasileira.
Divulgadora científica, Houzel escreve sobre neurociência, tendo livros publicados sobre o assunto. É professora associada da Universidade Vanderbilt, tendo sido professora associada da Universidade Federal do Rio de Janeiro (UFRJ). Foi a primeira brasileira a receber o Scholar Award da James S. McDonnell Foundation (JSMF), entidade internacional que financia pesquisas que melhoram a qualidade de vida da humanidade.

## Biografia
Houzel nasceu no Rio de Janeiro, em 1972. Formou-se em biologia, com ênfase em genética, pela Universidade Federal do Rio de Janeiro, em 1992. No mesmo ano ingressou no mestrado em neurociência pela Case Western Reserve University, em Cleveland. Defendeu o doutorado na mesma área pela Universidade Pierre e Marie Curie, em Paris. Em 1999, fez estágio de pós-doutorado pelo Instituto Max Planck, na Alemanha.
Em 1999 voltou ao Brasil, onde passou a dedicar-se à divulgação científica, além da pesquisa acadêmica, lançando também o site Cérebro Nosso de Cada Dia. Entre 1999 e 2002 foi pesquisadora visitante da Fundação Oswaldo Cruz. Em 2001, entrou na UFRJ como professora adjunta, onde dirigiu o Laboratório de Neuroanatomia Comparada do Instituto de Ciências Biomédicas, tendo liderado uma equipe com colaboradores em vários países e pesquisando as regras de construção do sistema nervoso central em humanos e outras espécies.
Como divulgadora científica, escreveu matérias para jornais e revistas, como Ciência Hoje, Ciência Hoje das Crianças, Scientific American (Mente e Cérebro), Piauí e Folha de S.Paulo, além de participar de programas para a televisão.
É autista.

## Pesquisa
Seu principal campo de pesquisa é neuroanatomia comparada. Suas descobertas incluem um método de contagem de neurônios em cérebros humanos e de outros animais e a relação entre a área e espessura do córtex cerebral e o número de dobras em sua superfície.

## Estados Unidos
No final de 2015, Houzel chegou a tirar dinheiro do próprio bolso para continuar com a pesquisa, para depois encabeçar campanha de financiamento coletivo para levantar recursos para seu laboratório na UFRJ. Em dois meses, a cientista conseguiu levantar R$ 113 mil, recursos que permitiram bancar o laboratório por cinco meses.
Devido às difíceis condições de realizar sua pesquisa científica numa universidade pública e sem conseguir financiar seu laboratório, Houzel aceitou uma posição de pesquisadora associada na Universidade Vanderbilt desde maio de 2016, onde trabalha com as regras de construção do sistema nervoso central em humanos e outras espécies.
Em 2013 foi a primeira brasileira a participar da conferência TED Global. É também membro do corpo editorial da Revista Neurociências, da revista, e colaboradora de Jorge Zahar Editor.
Houzel já publicou mais de 45 artigos científicos em 11 anos. Um dos mais importantes, publicado na Science, em que explica as dobras presentes no cérebro humano.

## Política
Em 2010, durante a campanha para a eleição presidencial, devido ao debate entre Dilma Rousseff e José Serra sobre aborto no Brasil, ela se declarou irritada com o discurso religioso que permeava o debate e declarou em seu blog que era ateia e que se sentia discriminada por isso.

## Livros
- O Cérebro Nosso de Cada Dia (Vieira & Lent, 2002)
- Sexo, Drogas, Rock and Roll... & Chocolate (Vieira & Lent, 2003)
- O Cérebro em Transformação (Objetiva, 2005)
- Por que o Bocejo É Contagioso? (Jorge Zahar Editor, 2007)
- Fique de Bem com seu Cérebro (Sextante, 2007)
- Pílulas de Neurociência para uma Vida Melhor (Sextante, 2009)
- A vantagem Humana (Companhia das Letras, 2017)